# Едіт Кросс
Едіт Кросс (англ. Едіт Кросс; 2 серпня 1907 — 15 липня 1983) — колишня американська тенісистка.
Перемагала на турнірах Великого шолома в змішаному парному розряді.

## Фінали турнірів Великого шолома

### Парний розряд (3 поразки)
| Результат | Рік  | Турнір               | Покриття | Партнерка          | Суперниці                         | Рахунок       |
| --------- | ---- | -------------------- | -------- | ------------------ | --------------------------------- | ------------- |
| Поразка   | 1928 | Чемпіонат США        | Трава    | Енн Макк'юн Гарпер | Гейзел Гочкіс-Вайтмен Гелен Віллс | 2–6, 2–6      |
| Поразка   | 1930 | Вімблдонський турнір | Трава    | Сара Палфрі        | Гелен Віллс Елізабет Раян         | 2–6, 7–9      |
| Поразка   | 1930 | Чемпіонат США        | Трава    | Енн Макк'юн Гарпер | Бетті Натголл Сара Палфрі         | 6–3, 3–6, 5–7 |

### Мікст (1–1)
| Результат | Рік  | Турнір        | Покриття | Партнер        | Суперники                    | Рахунок  |
| --------- | ---- | ------------- | -------- | -------------- | ---------------------------- | -------- |
| Поразка   | 1928 | Чемпіонат США | Трава    | Ґер Мун        | Гелен Віллс Джек Говкс       | 1–6, 3–6 |
| Перемога  | 1930 | Чемпіонат США | Трава    | Вілмер Еллісон | Марджорі Моррілл Френк Шилдс | 6–4, 6–4 |